# Миливой Бебич
Миливой Бебич (29 серпня 1959) — хорватський ватерполіст.
Олімпійський чемпіон 1984 року, срібний призер 1980 року.
Переможець Середземноморських ігор 1979, 1983 років.